# Cz75
Cz75は、1968年に開発が計画され、1975年に製造されたチェコスロバキア製の自動式拳銃。

## 概要
名称のCzは、チェスカー・ズブロヨフカ国営会社（チェコ兵器廠国営会社（チェコ語：Česká zbrojovka, n.p.：ČZ、1992年民営化）にちなむ。主任設計者はフランティシェク・コウツキー。

### 開発
第二次世界大戦後、共産党が政権を握ったチェコスロバキア共和国は、国内の武器生産能力を維持しながら外貨を獲得するため、タイプライターやディーゼルエンジンなどの工業製品を製造し、その傍らで民間向けの自衛用銃器も製造した。チェコスロバキア製銃器は設計技術と高品質が評価され、輸出高は急速に拡大し、外貨獲得の一大産業に成長した。
1968年、輸出市場向けに9mmパラベラム弾薬を用いる拳銃の開発が企画され、フランティシェク・コウツキーは新型ピストルの開発指揮のため、チェスカー・ズブロヨフカ・ウヘルスキブロッド社と契約する。当初、コウツキーはコンパクトで単列（シングルカラム）弾倉を持つピストルを考えていたが、1972年にチェコの産業貿易省は軍や警察の需要を見越し、複列（ダブルカラム）弾倉を装着することを設計要件に加えた。デザインチームはいくつかの試作品でテストを行い、1975年にCz75ピストルが完成した。

### 機構
ブローニング型ショートリコイル作動方式にダブルアクションを採用したメカニズムとなっており、手動安全装置（マニュアルセーフティ）はコックアンドロック方式、弾倉は複列単給弾（ダブルカラム シングルフィード）方式となっている。フレームには鋼材を採用し、フレームがスライドを包み込む結合する方式となっている。フレームとスライドの結合はSIG SAUER P210と同じ方式である。長所は、スライドとフレームとの組み合わせガタを少なくでき、命中精度を高めることができる。短所は、噛合わせ部分に異物が侵入した場合に除去されにくく回転不良を招きやすいこと、スライドの指掛け部が狭く操作ミスを起こしやすいことである。
射撃時に銃身の後退をフレームで直に受ける仕組みをもたず、スライド・ストップの軸を介して受け止めるという奇異な構造をしている。これによって本銃のコピー製品、そしてオリジナルのCz社製品であってもスライド・ストップが折れる故障を起こすことがある。

## 歴史
製造国のチェコスロバキアはワルシャワ条約機構の一部であったため、アメリカでは高額の輸入関税が課されており、正規輸入する場合、納税済みの書類手続きに約900ドルの費用が掛かった。当時の他のハンドガンの価格は、S&W M19は約200ドル、コルトゴールドカップは約370ドル、コルト・パイソンが400ドルであった。そのため、1980年代前半の間は、アメリカ内に流通するCz75はドイツまたはカナダなどを経由して個人レベルで持ち込んだものや、間接的に輸入されたものに限られていた。
コウツキーが取得していた4つの特許（Cz75のDAトリガー機構の部品構成に関するもの）は、チェコスロバキア軍がCz75の採用を検討していたことから機密扱いになっており、国内特許であったため、イタリア、スイス、スペイン、トルコ、イスラエルなど不利な関税制限のない国でコピー製品が製造され、アメリカに輸出されていた。また、イタリアではCz75をもとにタンフォリオ TA90が製造された。
1980年代中盤になると、カナダのバウスカ社が代理店としてCz75がアメリカ市場に流通するようになった。この輸入モデルは製造コストを押さえるために、従来のブルーイングではなくエナメル塗装仕上が施されていた。
1989年以降になるとチェコの共産主義政権は崩壊し、それに伴ってアメリカの輸入関税は課されなくなったため、同国内でもCz75の価格は他の製品と競争できるまでに降下した。アメリカ内には後にCZ-USA社が設立され、改良が加えられたCz75Bをはじめとして、様々なバリエーション製品が製造販売されている。

### 前期型（ショートレイル）

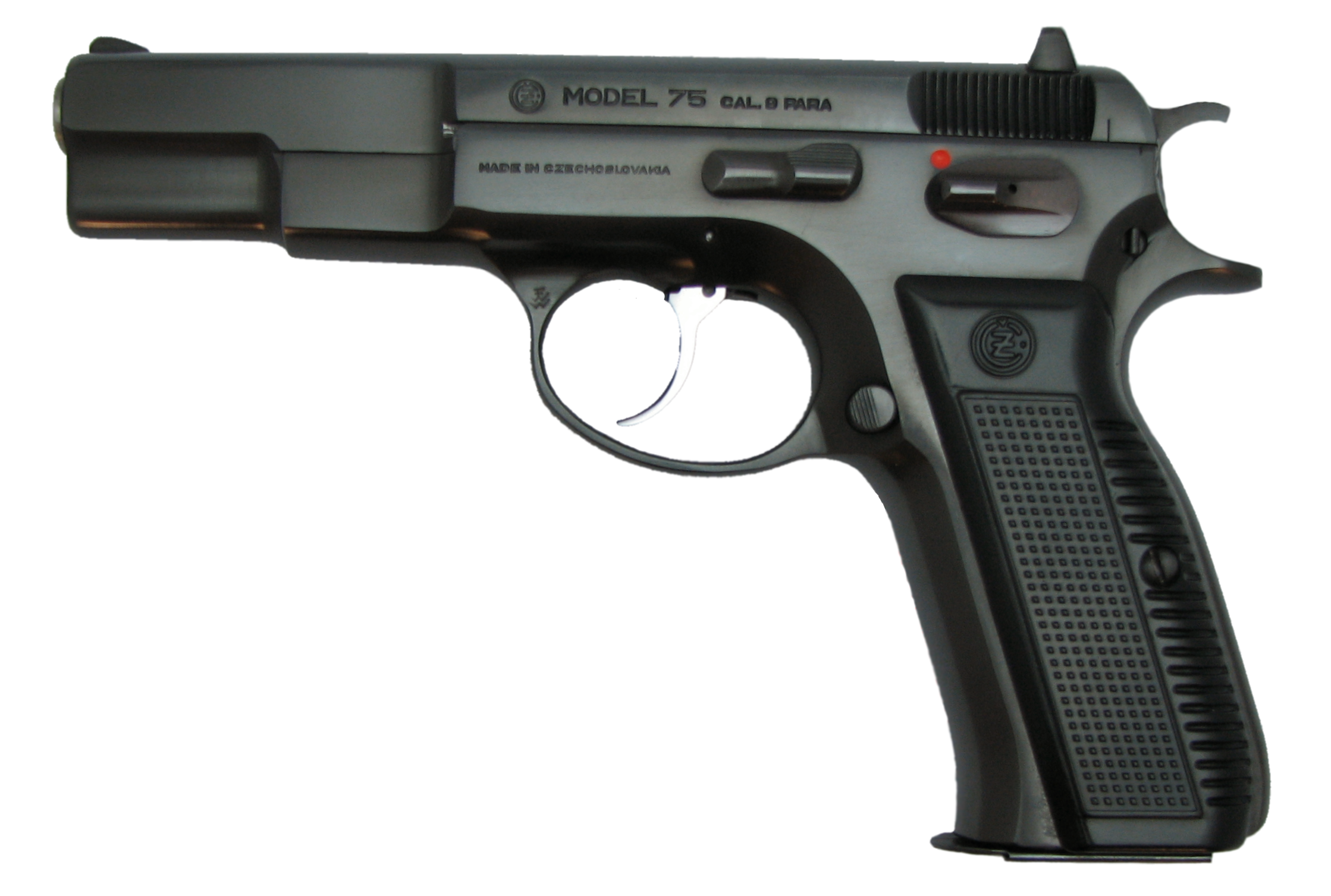
Cz75前期型

チェコスロバキアは、当時共産圏であったために、コストパフォーマンスを第一に考える必要がなく、強度のある最高級のスチール削り出し加工で部品を薄くすることができた。これに人間工学的な設計を加えることでグリップ形状に特徴を持たせ、握りやすさを向上させている。
チェコスロバキアは政治的に東側の一員だったが、西側諸国にも多数が輸出され、品質の割に値段が安い優秀な自動拳銃として評判を高めていた。現在でも前期型は高価で取引されている。
当時コンバットシューティングを提唱していたジェフ・クーパー（Jeff Cooper）がCz75を高く評価し「これが.45ACPであったなら世界最高のコンバットオートである」と述べ、後にこの提案をもとにした「ブレン・テン10mmオート」の開発に協力した。当時のアメリカでは、「評価は高いが共産圏製で手に入らない」という点から、実力からは想像も付かない過大評価がされていた。

### 後期型（ロングレイル）
前期型の成功により受注が増えたCz75は、生産性を上げるためにいくつかの変更を行った。
便宜上2ndモデルとも呼ばれる。カナダ輸入モデルはエナメル塗装仕上げになっており、輸入代理店の名からバウスカ・モデルとも呼ばれる。
製造過程を削り出しからインベストメント鋳造（精密鋳造）へ変更し、これによる強度の低下のため、スライドとフレームの形状を若干変更している。また、グリップパネルは人間工学的に優れたデザインに変更。他にも前期型にはなかったハンマーのハーフコックポジションが追加された。これに伴い重量もやや増加し、デザインも多少変化している。また、これ以降に登場したモデルは後期型のデザインを基にしたものとなっている。
東欧民主化後、チェコスロバキアからチェコ共和国へと製造国の政治形態は変化したが、Czで生産は続けられ、世界市場に向けてさまざまなバリエーションが作られている。

## バリエーション
現在の公式サイトではモデル名はCzではなくCZと大文字で表記されているため、ここではそれに準ずる。
いずれのモデルも特に記載がなければ基本的には9mmルガーを使用する。
ここに挙げた他にもコンペンセイターを装着したモデルなど、競技用を中心に多彩なラインナップが存在している。

### CZ75 B

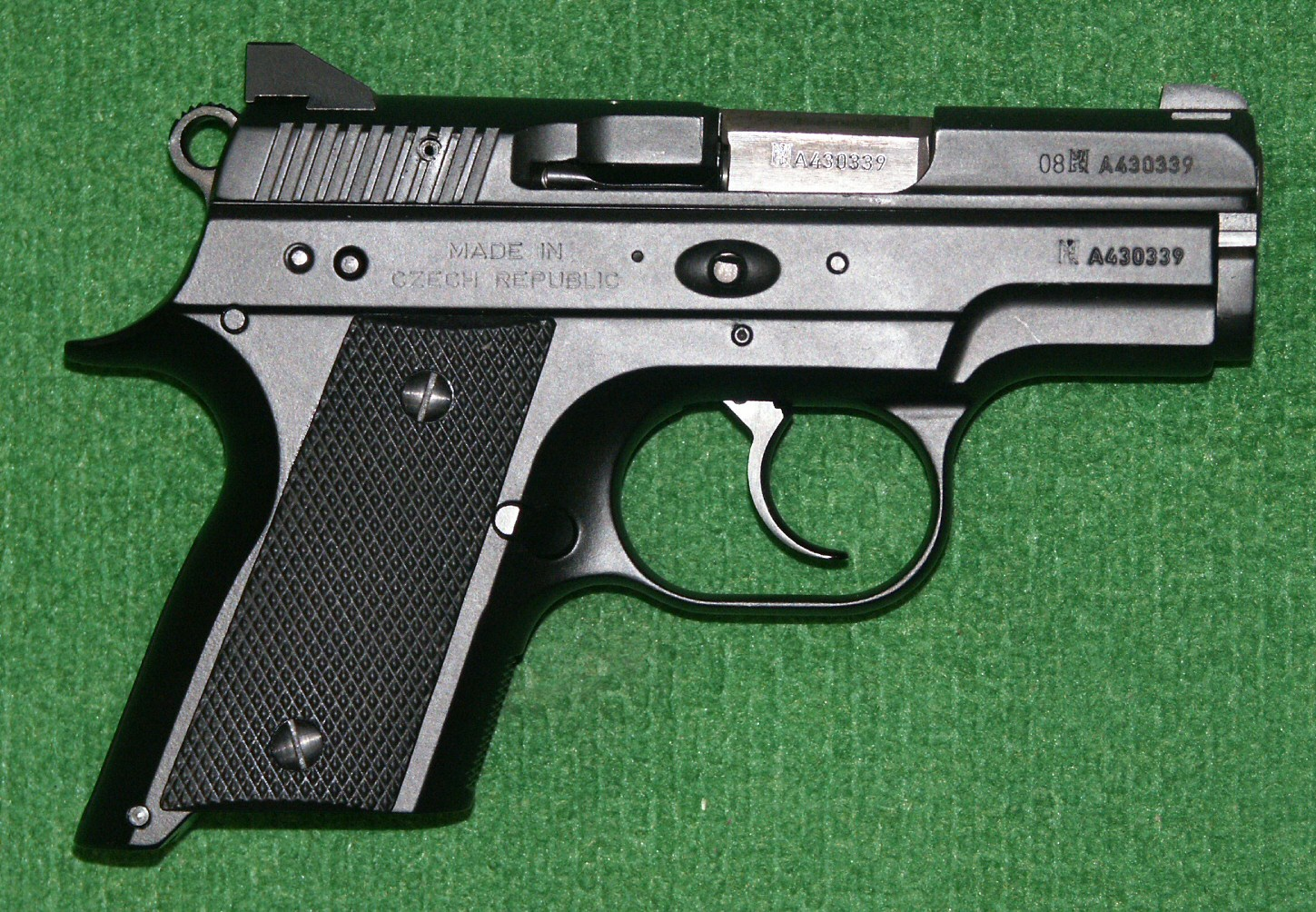
Cz2075 RAMI

3rdモデルの基本モデル。2ndモデルとの違いはAFPB（オートマチック ファイアリングピン ブロック）とラウンドハンマーの搭載、3点ドットサイトへの変更などがある。
マガジンも改良されており装弾数は16発になっている。2021年現在もカタログモデルである。
2ndモデルを踏襲した形状のスライドのものや、ニッケル仕上げのシルバーモデル（後述のステンレスモデルとは異なる）、ツートーンモデルなども存在した。
.40S&Wモデルも存在した（装弾数10発）。
CZ75 B Stainless
ステンレスモデル。光沢のあるハイポリッシュ（鏡面）仕上げと光を反射しにくいマット仕上げの2種類がラインナップされている。
CZ75 BD
マニュアルセーフティをデコッキングレバーに改めたモデル。
CZ85 B
Cz75 Bをアンビ化したモデル。メカニズムの問題かデコッキングレバーのBDモデルは存在しない。
初期型はスライドストップの軸が折れやすい、周辺のフレームに亀裂が入りやすいという欠陥が指摘されたが、その後に改良された。
CZ75 B Omega Convertible
CZ75 Bの内部機構をオメガトリガーシステムへと一新し、デコッキングレバーとマニュアルセーフティーを簡単に変更可能としたモデル。デコッキングレバー、マニュアルセーフティ共にアンビ化されている。2021年現在もカタログモデルである。
CZ75 Compact
CZ75Bのコンパクトモデル。3.8インチ銃身。装弾数14発。CZ75Bと同じくマニュアルセーフティで、ブラックフィニッシュの他にニッケル仕上げとツートーンのものが存在した。
CZ75 Shadow
Cz75 Bの競技用モデル。採光サイトを搭載している。トリガーのキレを良くするためにAFPBをあえてオミットしている。そのため、機構的にはCZ75 B以前のCZ75に近いともいえる。装弾数18発。
CZ75 Kadet
トレーニングやプリンキング向けの.22LRモデル。通常のCz75に組み込むコンバージョンキットも売られていた。装弾数10発。
CZ97 B
.45ACPモデル。フロントセレーションやロングサイズのダストカバーが特徴。ロッキングシステムはエジェクションポートを用いたものになっている。装弾数は10発。
CZ97 BD
CZ97Bのデコッキングレバーモデル。
CZ2075 RAMI
CZ75 Bを3インチ銃身に縮小したサブコンパクトモデル。9mmルガーの他、.40S&Wも有り。9mmルガーで10発装填可能。14発装填のエクステンデッドマガジンがある。
.40S&Wの場合は装弾数7発、エクステンデッドマガジンで9発となる。コック・アンド・ロック可能なマニュアルセフティ。
CZ2075 RAMI BD
CZ2075 RAMIのデコッキングレバーモデル。
CZ2075 RAMI P
2011年に発表されたCZ2075 RAMIをポリマーフレーム化したモデル。

### CZ75 SP-01

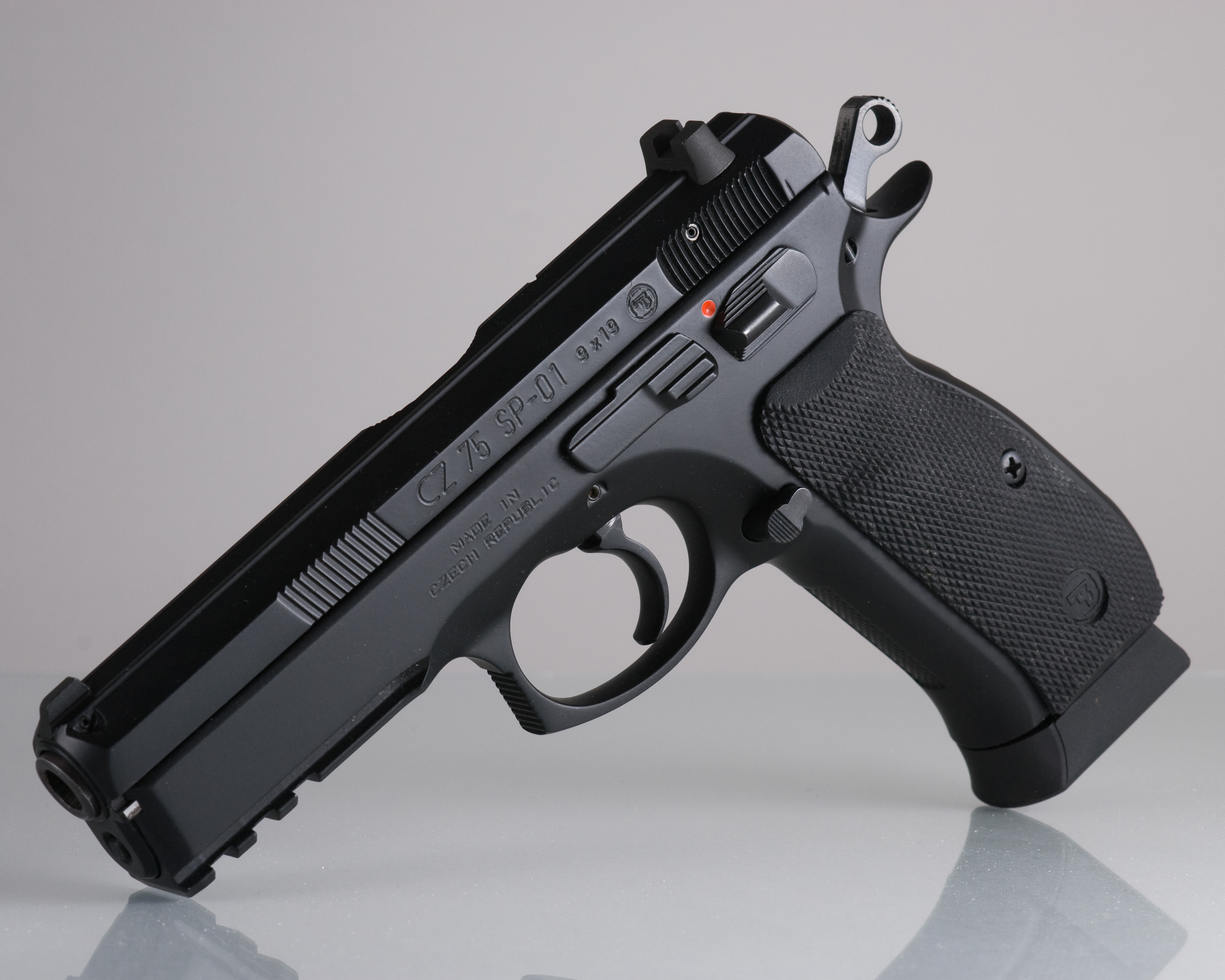
Cz75 SP-01

2005年に発表された、CZ75 Bをベースにライトレールの追加などの改良を施したモデル。但し後述のP-01とは異なり鋼鉄製である。
バンパー付きのマガジンが標準装備されており、装弾数は18発となっている。アンビ仕様のマニュアルセフティによりコック・アンド・ロック可能。また、CZ75 Bとの外見上の違いとして、段差のないスライド形状となっている。
スパイク付きのマズルガードや銃剣などのアクセサリーも同時に発表されて話題になった。
対テロ戦争の治安維持部隊で使用されている他、射撃競技においても2005年のIPSC World Shootの1位、3位の選手が（Cz社から提供されたと思われる）本銃を使用していたという。
トレーニングやプリンキング向けに、.22LR仕様のコンバージョンキットをSP-01モデル全般およびShadow2（Phantom、TSを除く）に組み込むKADETアダプターも売られている。装弾数10発。
CZ75 SP-01 Tactical
マニュアルセーフティに代わり、アンビデクストラウス仕様のデコッキングレバーを備えたモデル。
CZ75 SP-01 Phantom
CZ75 SP-01をポリマーフレームに改めた近代化モデル。2009年に発表された。
スライドも変更されており、カタログスペックでは銃身も6 mmほどではあるが延長されている。
ライトレールの他にサイズ変更可能なバックストラップなど現代のポリマーオートの基本的な機能を備えている。こちらはデコッキングレバーのモデルのみ。
マガジンはSP-01と同じものが標準装備されている。これらのマガジンは公表値こそ18発だが、実際には19発装填しても問題なく撃てるという。
CZ75 SP-01 Shadow
SP-01の競技用モデル。CS75 Shadowとの違いはライトレールの有無など。2021年現在もカタログモデル。
CZ75 Shadow 2
SP-01 Shadowをベースに大幅な再設計が行われており、スライド、フレームが延長、大型化されたトリガーガードを備え、グリップラインも変更されている。2021年現在もカタログモデル。
CZ TS(tactical sports)
シングルアクション化され、銃身、スライド、フレーム、グリップが延長され、マガジンの大型化により装弾数が20発とされた競技用モデル。一丁毎に人手により調整されている。2021年現在もカタログモデル。
CZ TS2
CZ TSにさらに改良を加えたモデル。2021年現在もカタログモデル。

### CZ75 P-01

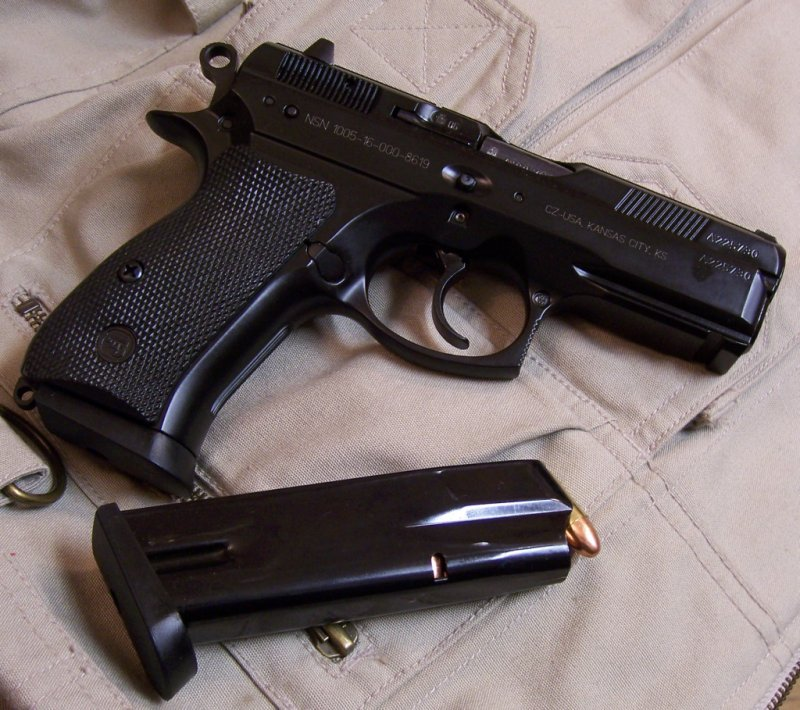
Cz75 P-01

SP-01のコンパクトモデルに当たる。ただし、こちらはアルミニウム製フレームが導入され、デコッキングレバーである。装弾数14発。CZ75 Compactとの違いは、アルミニウム製フレーム、フロントセレーションとライトレールの有無、セフティレバーなど。2021年現在もカタログモデル。
CZ75 P-06
P-01の.40S&Wモデル。装弾数10発。
CZ75 P-01 Omega Convertible
CZ75 P-01の内部機構をオメガトリガーシステムへと一新し、デコッキングレバーとマニュアルセーフティーを簡単に変更可能としたモデル。デコッキングレバー、マニュアルセーフティ共にアンビ化されている。2021年現在もカタログモデル。

### CZ P-07

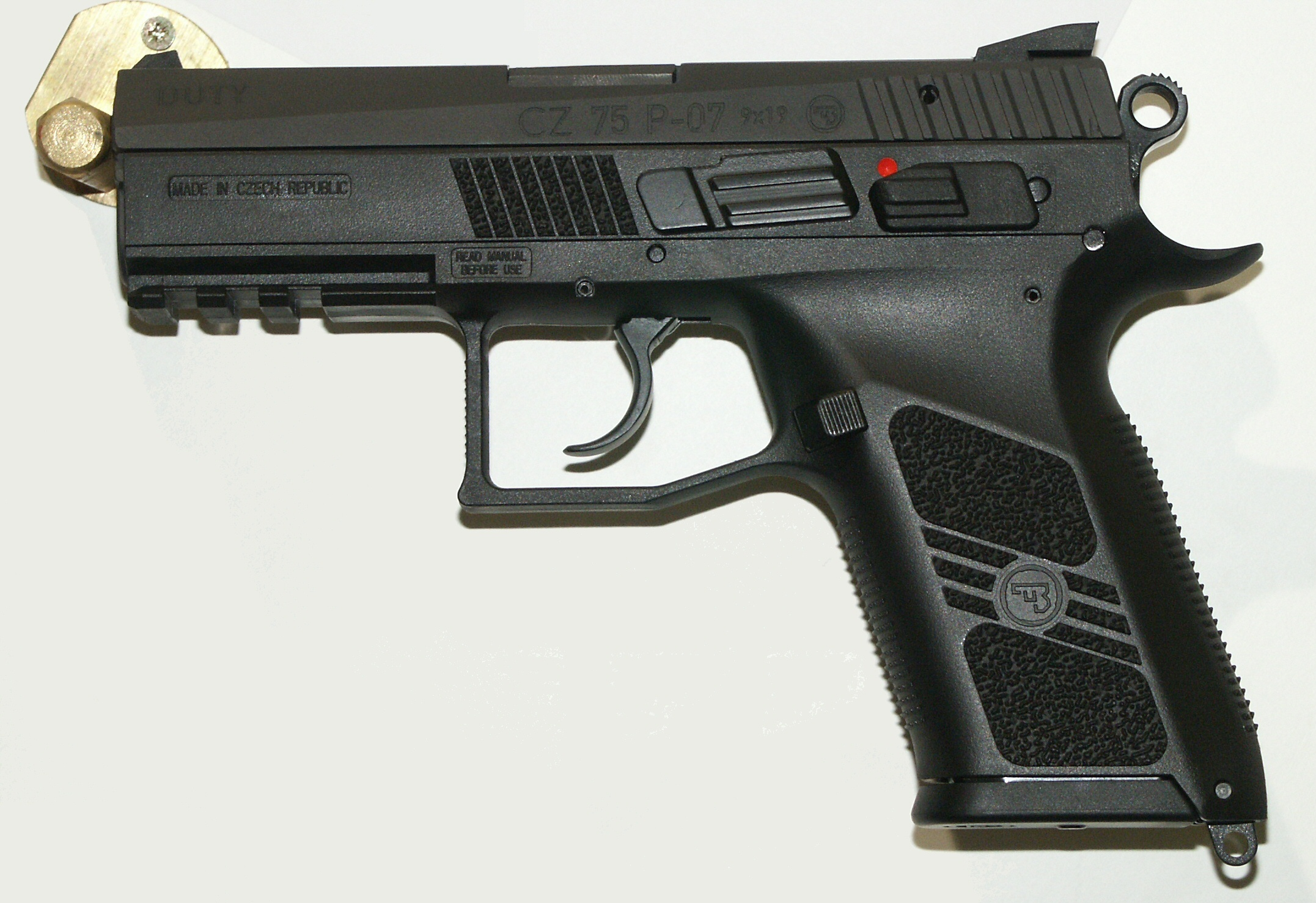
CZ P-07

2011年に発表された最新のコンパクトモデル。CZ75 P-01をポリマーフレームに改めた近代化モデル。2021年現在もカタログモデル。
オメガトリガーシステムという簡素且つ軽量なメカニズムを採用し、トリガープル、信頼性を向上させた。それにともないマニュアルセフティかデコッキングレバーをユーザーが選択・交換できるようにモジュラー化されている点が最大の特徴である。
ポリマーフレームにはライトレールも搭載できる。コンパクトモデルながら装弾数は16発を実現している。
バリエーションにはODカラーのフレームのもの、サプレッサー装着用のネジ切りバレルとアジャスタブルサイトを搭載したタクティカル系のものがある。
レバー周りの配置こそCZ75を踏襲しているが、システム的には最早別物ともいえる。
全長185 mm、銃身長95 mm、重量800 g、装弾数15発と装弾数17発。
CZ P-07 Kadet
トレーニングやプリンキング向けの.22LRモデル。通常のCz P-07に組み込むコンバージョンキットも売られている。装弾数10発。

### CZ P-09
上記のP-07のフルサイズ版。延長されたグリップには9mmルガー弾を19発装填できる。2021年現在もカタログモデル。
全長208 mm、銃身長115 mm、重量890 g、装弾数19発。
CZ75 Kadet
トレーニングやプリンキング向けの.22LRモデル。通常のCz P-09に組み込むコンバージョンキットも売られている。装弾数10発。

### CZ75 FullAuto
法執行機関用のマシンピストルモデル。

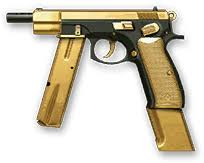
Cz75 FullAuto

延長された銃身にはマズルブレーキのポートが開けられている。また、予備マガジンをダストカバー部に装着しフォアグリップとして使うことができるなどフルオートの反動を制御できるように改良されている。サイクルレートは1000発/分と非常に高速で、装弾数は16発、もしくは20発である。

## 採用実績
Cz75シリーズは、安価なことから本国チェコを中心に中央ヨーロッパや東ヨーロッパ諸国などの法執行機関で採用されている。
アジアにおいては中国や北朝鮮などで明らかなCz75のコピー品が製造・使用されている。
時代背景や土地柄もありアメリカや西ヨーロッパ圏の執行機関での採用実績は安価さを武器にしても今ひとつではあるが、近年はSP-01やP-07などのセールスに力を入れている模様。
変わったところではNHKのドキュメンタリーで、匿名を条件に取材に応じたイギリスの民間軍事会社がバリエーションのひとつ、CZ75Dを実弾訓練の際に利用しているところが確認されている

## その他のCz75
Cz本社以外からもクローン製品やその競技用バージョンなどが発売されている。

### タンフォリオ TA90

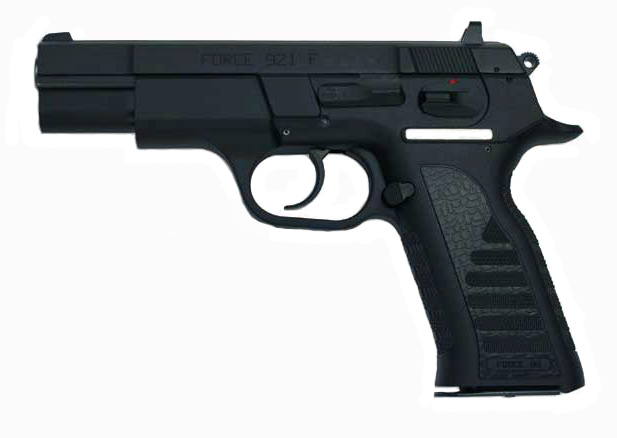
ポリマー樹脂製の北米向けタンオフェリオ フォース99

イタリアのタンフォリオによるタンフォリオ TA90は、Cz75のクローンとして有名である。TA90はCz75に先駆けて1980年代初頭にはアメリカ市場に輸入されていた。TA90はデコッキング・セフティをスライドに装備するなどCz75より携帯時の安全性に気を配ったデザインだった。
タンフォリオはただのクローンにとどまらず、Cz社よりも早い段階でポリマーフレームモデルの"タンフォリオ フォース"シリーズを投入するなど積極的な商品展開をしている。Cz製よりも安価な上に10mm Autoモデルやコーンバレルを搭載したモデルなどの意欲作が存在する。さらには世界的な射撃競技であるIPSC World Shootにおいてタンフォリオ・チームのエリック・グラウフェルがオープン・ディビジョンで5度の優勝（1999、2002、2005、2008、2011年）と2014年にプロダクション・ディビジョンで優勝を飾るなど性能面で優秀なこともあり、日本ではマイナーながらも海外での人気は比較的高い。

### CZ75 タクティカル・スポーツ
アンビ仕様のマニュアルセーフティを備え、フレームのダストカバー部はスライド、銃身と同じ長さに延長されている。また、トリガーアクションはシングルアクションのみとなっている。

### ジェリコ941
イスラエルのIMI ジェリコ941は上記のイタリア タンフォリオ社から技術提供を受け開発されたもので、間接的ではあるがCz75の血統といえる。

### ドーナウス&ディクソン ブレン・テン
ドーナウス&ディクソン社が開発した10mm口径のブレン・テンは、Cz75が参考にされた。

### アーマライトAR-24
ArmaLite社は、Cz75のコピーであるAR-24ピストルを販売している。

### P-9
同じくアメリカのスプリングフィールド・アーモリーは1989年にP-9の名称でCz75のコピーの販売を開始したが、1992年に同社が倒産し、販売は終了した。同社は1994年に再建したが再生産されることはなかった。このP-9の部品はタンフォリオで製造されたものである。

### Czカスタム
アメリカのアリゾナ州にあるカスタムガンメーカーであるCzカスタムは、Cz75をベースにいくつかの派生型を製造している。

#### CZ75 CTS LS-P
マット仕様のTactical Sportスライドに加え、ショートダストカバー、ビーバーテイル、アンビ仕様のマニュアルセーフティを備えたフレームを持つモデル。

#### CZ75 ブル・シャドウ
4.925インチのフロントヘビー且つ肉厚なブルバレルを備えるカスタムモデル。Tactical Sportのダストカバーが延長されたフレームを組み合わせたブル・スポーツ（Bull Sport）というモデルも存在。

### コルト Z40
アメリカを代表する銃器メーカーであるコルト社のコルト Z40はCz75のクローンとして異色の存在である。コルト社はCz社と正式な契約を結びコルトのブランドでZ40を販売したが、Z40を製造していたのはCz社であり厳密にはクローンとは言い難い。Z40はコルト社を代表する製品であるコルト・ガバメントを意識したデザインのアレンジがなされコルトの商品であることをアピールしていたがコルトのユーザーにもCzのユーザーにも受けず、コルト社は1999年末から2000年初頭までのわずかの間で販売をやめてしまい、残った在庫はCz社がCZ40Bとして販売したが、短期間で販売は打ち切られた。1,000丁程度しか販売されず珍銃とされているが、後のCZ2075 RAMIのベースとなっている。

### ソロサーン AT84S
スイスのソロサーンはAT84Sの名称でコピーを販売したが、これはタンフォリオから部品の供給を得ている、しかしながら、タンフォリオより高品質だったという。

### スフィンクス
同じくスイスのスフィンクスは基本のメカはコピーしつつも大きなアレンジを施し、オリジナルであるCz75に勝るとも劣らない品質という評判もある。

### NORINCO NZ75
中国の中国北方工業公司（NORINCO）がコピーしたもので、外観の仕上げが劣るとされている。

### 白頭山拳銃

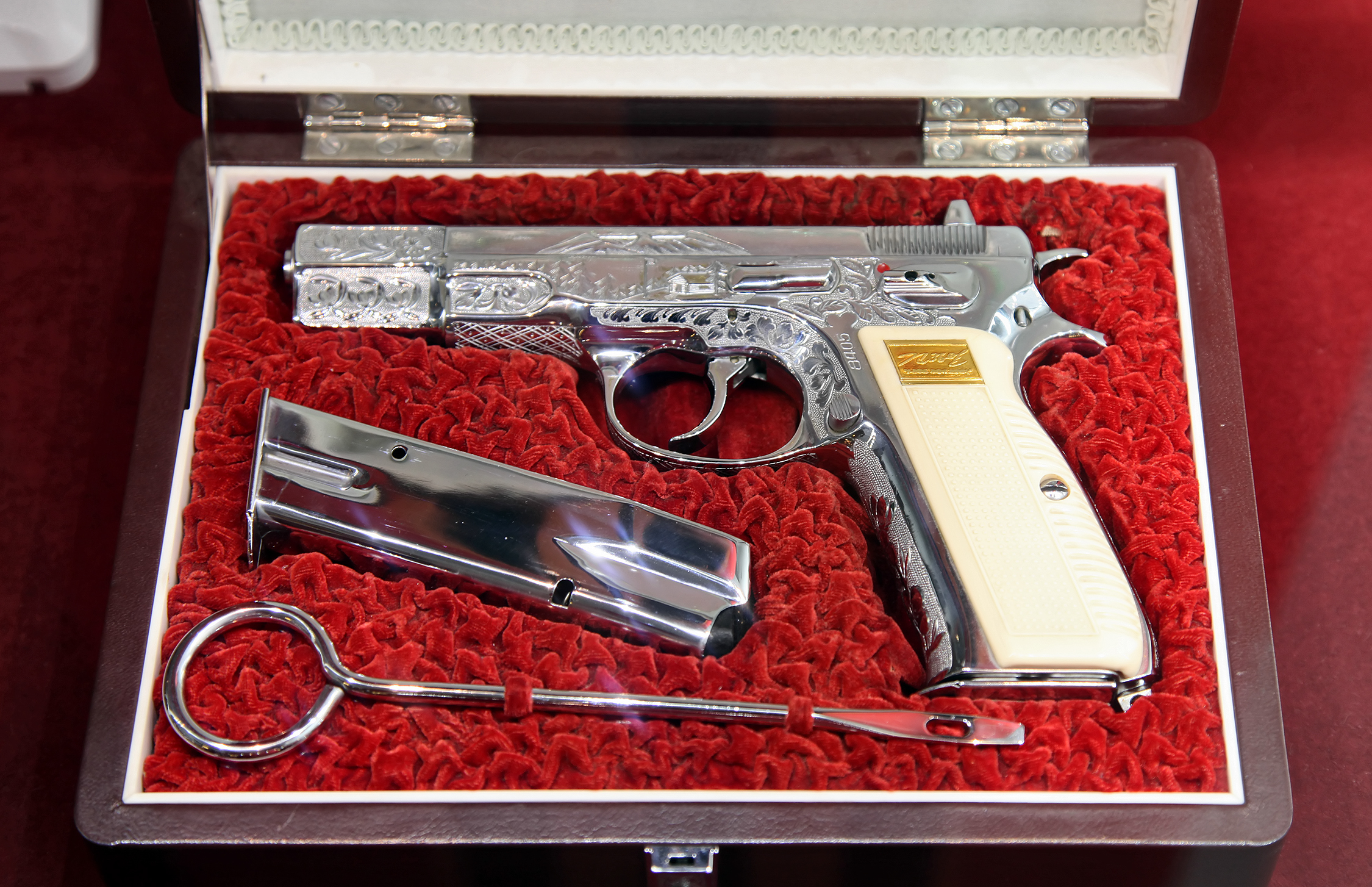
トゥーラ州立武器博物館で展示される、金正日から寄贈された特別装飾の白頭山拳銃

北朝鮮で製造されたCz75で、Cz75やNZ75を元に開発された。名称は、朝鮮半島の代表的な山である白頭山から名前を取られている。外観上の違いとして、本体の刻印やトリガー部分の紋章が金正日のサインに入れ替わっている。銃としての性能に関しては、チェコ製のものに劣るとされている。
朝鮮人民軍で広範囲に用いられているが、朝鮮人民軍空軍ではパイロットの自衛用兵装にNORINCO NZ75も支給している。金正日や金正恩から下賜される贈呈用拳銃として、銀色メッキや装飾が施されたものもあるほか、ポリマー塗装や追加弾倉の装備などの改良も行われている。